# Steamboy
«Стімбой/Паровий хлопчик» (англ. Steamboy, яп. スチームボーイ) — японський анімаційний фільм 2004 р. у жанрі стімпанк виробництва компанії Sunrise режисера та співавтора Кацухіро Отомо. Це його другий великий аніме-реліз аніме після Акіри. Фільм був випущений в Японії 17 липня 2004-го. На момент виходу Стімбой був одним з найдорожчих в історії аніме анімаційних фільмів. Крім того, фільм був у виробництві протягом десяти років і було використано більше 180 000 малюнків та 440 CG скорочень.